# Zygopetalum graminifolium
Zygopetalum graminifolium är en orkidéart som beskrevs av Robert Allen Rolfe. Zygopetalum graminifolium ingår i släktet Zygopetalum och familjen orkidéer. Inga underarter finns listade i Catalogue of Life.